# Liberia Football Association
Liberia Football Association är Liberias fotbollsförbund. Huvudkontoret ligger vid Antoinette Tubman Stadium i Monrovia. Förbundet bildades 1936, och gick med i FIFA och CAF 1962.